# Hainan
Hainan är en provins i södra Kina som består av ön Hainan Dao i Sydkinesiska havet söder om Kinas kust. Provinsen (och ön) har en yta på 33 572 km². Provinshuvudstad är Haikou på öns nordkust, som är en av provinsens två städer på prefekturnivå; den andra är Kinas sydligaste stad, Sanya, på sydkusten. Ön brukar kallas för "Kinas svar på Hawaii".

## Geografi
Ön är skild från fastlandet genom det endast 15 km. breda Hainan-sundet. Hainan har en rund, från sydväst till nordöst en något utsträckt form. Hela det inre av ön fylles av Wuzhiberget ("Fem-finger-berget"), en stor granitmassa, med toppar av 1 680 m. höjd, vilken överallt är klädd med yppig skog. Från denna centrala del rinner mot havet i alla riktningar en mängd floder, några av ansenlig storlek och genom kanalförbindelser av vikt som trafikleder.
Kusten är vid Tonkinbukten lågland och sandig, med farliga undervattensrev, i öster klippig och brant, med goda hamnar och ankarplatser. Klimatet är tropiskt hett, men mildras i norr av nordöstmonsunen, täta dimmor och ymnig dagg. Jordbävningar förekommer ofta.

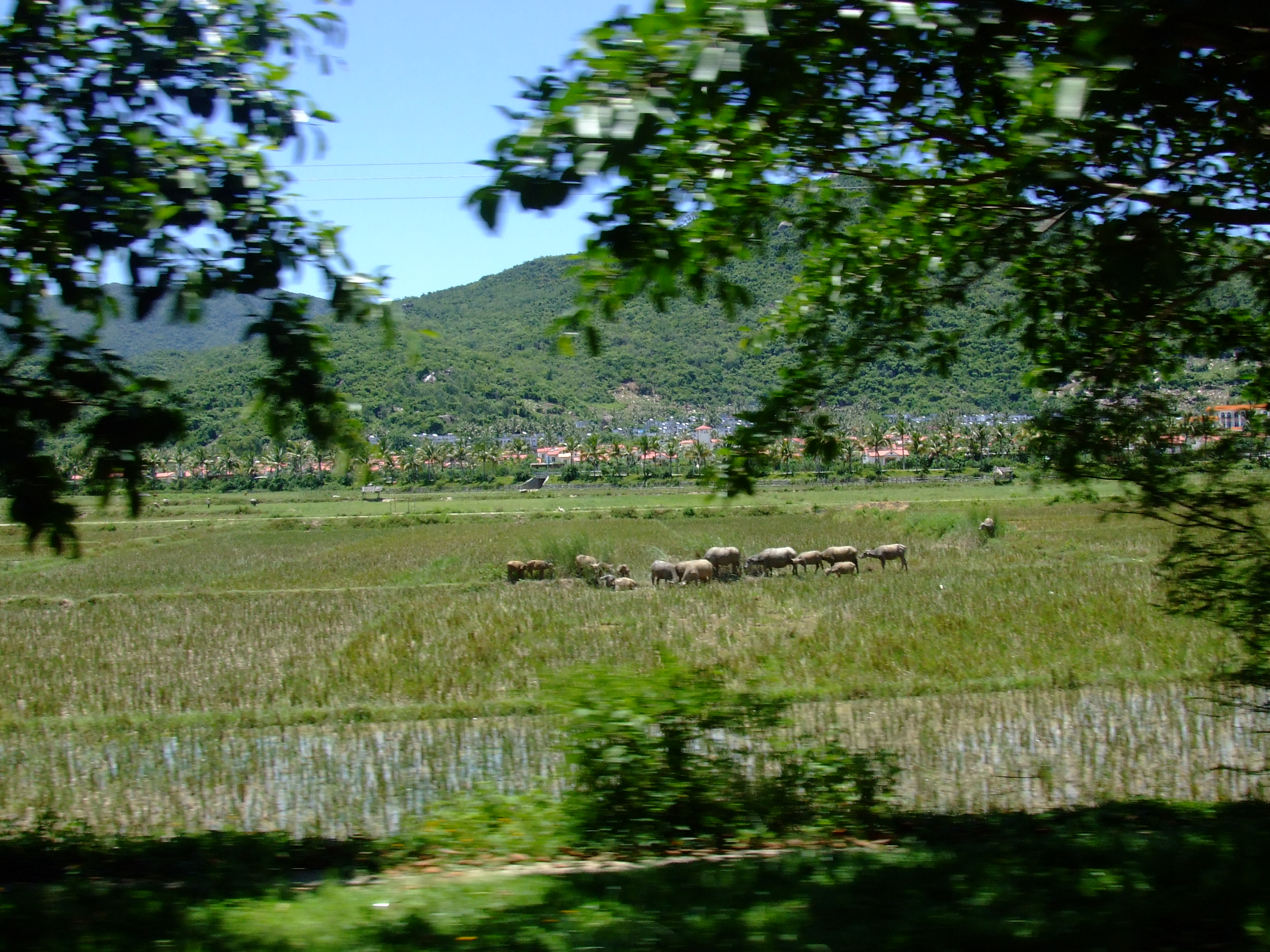
Vattenbufflar på en av Hainans många risfält. Till skillnad från många andra håll sker den mesta av risodlingen på slättland istället för på terrasser.

Den rika vattentillgången jämte läget mellan vändkretsarna har skapat en i hög grad bördig jordmån, i synnerhet på öns västra hälft, vars flora har mycket gemensamt med Indiens. Produkterna ur växtriket är mångfaldiga. Ris och sötpotatis, de förnämsta födoämnena, odlas i stor utsträckning, även sockerrör och många frukter, dessutom bomull, indigo och tobak. Kokos- och arekapalmer växer ymnigt.
De vidsträckta skogarna, öns förnämsta rikedom, hyser många värderika trädslag, såsom sandel-, drakblods-, aloe- och rosenträd, ebenholts med flera.
Faunan omfattar bland annat hjortar, apor (inklusive den hotade gibbonarten Nomascus hainanus) och ormar. I några trakter uppföds bufflar och småväxta hästar. Biskötseln är allmän samt lämnar massor av honung och vax.
De minerala tillgångarna består främst i koppar, järn och silver samt guld, vilket fås genom vaskning ur flodsanden. Beredningen av havssalt är omfattande. Vid kusten drives ett indräktigt fiske, vilket även är riktat på pärlor och koraller.

## Historia
Ön erövrades först av Kina kring år 110 år f. Kr., men det kinesiska väldet gick efter hand förlorat. Under Songdynastin (980–1279) blev Hainan en del av Guangxi-provinsen. Ön blev ofta en tillflyktsort under oroligheterna på fastlandet och användes även som deportationsort för brottslingar och ämbetsmän som hamnat i onåd. Till kända personer som förvisats till Hainan hör poeten Su Shi och ämbetsmannen Hai Rui, som också är begravd på Hainan.
Under 1370 blev Hainan en del av Guangdong-provinsen och den kinesiske prefekten hade sitt residens i Qiongzhou nära Hainan-sundet. Vid denna tid började invandring av hankineser på allvar. Bergstrakterna av ön befolkades dock alltjämt av olika ursprungsfolk vars ättlingar fortfarande bebor Hainan. År 1630 inrättades en katolsk missionsanstalt där.
Genom fördraget i Tianjin öppnades Qiongzhou och Haikou för utländsk handel, men först 1876 blev detta realiserat.
I februari 1939, under det pågående andra kinesisk-japanska kriget, var Hainan föremål för hårda strider mellan kinesiska och japanska trupper. Under det kinesiska inbördeskriget, som följde japanska kapitulationen 1945, var Hainan tillsammans med Taiwan, Kinmen och Matsuöarna de öar Kuomintang lyckades hålla fast vid efter Folkrepubliken Kinas utropande den 1 oktober 1949. Efter strider mellan slutet av februari och den 1 maj 1950 lyckades Folkets befrielsearmé slutligen erövra Hainan, som blev en del av Guangdong-provinsen. 1988 bröt sig Hainan ur Guangdong för att bilda en egen provins.

## Klimat
Uppmätta normala temperaturer och -nederbörd i Hainan:
|                                            | Jan  | Feb  | Mar  | Apr  | Maj  | Jun  | Jul  | Aug  | Sep  | Okt  | Nov  | Dec  |
| ------------------------------------------ | ---- | ---- | ---- | ---- | ---- | ---- | ---- | ---- | ---- | ---- | ---- | ---- |
| Normaldygnets maximitemperaturs medelvärde | 21,0 | 22,3 | 26,0 | 29,7 | 31,9 | 32,9 | 33,1 | 32,3 | 30,7 | 28,4 | 25,1 | 22,0 |
| Normaldygnets minimitemperaturs medelvärde | 15,4 | 16,4 | 19,1 | 22,4 | 24,5 | 25,5 | 25,5 | 25,3 | 24,6 | 22,9 | 19,9 | 16,7 |
|                                            |      |      |      |      |      |      |      |      |      |      |      |      |
| Nederbörd                                  | 20   | 35   | 51   | 100  | 181  | 227  | 218  | 236  | 244  | 224  | 81   | 35   |

| Diagram | temperaturer i °C • månadsnederbörd i mm | temperaturer i °C • månadsnederbörd i mm | temperaturer i °C • månadsnederbörd i mm | temperaturer i °C • månadsnederbörd i mm | temperaturer i °C • månadsnederbörd i mm | temperaturer i °C • månadsnederbörd i mm | temperaturer i °C • månadsnederbörd i mm | temperaturer i °C • månadsnederbörd i mm | temperaturer i °C • månadsnederbörd i mm | temperaturer i °C • månadsnederbörd i mm | temperaturer i °C • månadsnederbörd i mm | temperaturer i °C • månadsnederbörd i mm |
|         | 20 21 15                                 | 35 22 16                                 | 51 26 19                                 | 100 30 22                                | 181 32 25                                | 227 33 26                                | 218 33 26                                | 236 32 25                                | 244 31 25                                | 224 28 23                                | 81 25 20                                 | 35 22 17                                 |

## Politik
Den politiska makten i Hainan utövas officiellt av provinsen Hainans folkregering, som leds av den regionala folkkongressen och guvernören i provinsen. Dessutom finns det en regional politiskt rådgivande konferens, som motsvarar Kinesiska folkets politiskt rådgivande konferens och främst har ceremoniella funktioner. Provinsens guvernör sedan april 2017 är Shen Xiaoming.
I praktiken utövar dock den regionala avdelningen av Kinas kommunistiska parti den avgörande makten i Hainan och partisekreteraren i regionen har högre rang i partihierarkin än guvernören. Sedan april 2017 heter partisekreteraren Liu Cigui. Han efterträdde Luo Baoming.
De kinesiska myndigheterna har försökt göra Hainan till ett centrum för asiatiska toppmöten genom att hålla Boao Forum i april varje år i Bo'ao på öns sydspets.

## Språk
På Hainan talas bland annat danzhouhua, en variant av kantonesiska.

## Administrativ indelning
Hainans administrativa indelning skiljer sig från de flesta andra provinser i Kina, som oftast indelas i städer på prefekturnivå, vilka i sin tur indelas i orter på häradsnivå. I Hainan lyder däremot nästan alla orter på häradsnivå direkt under provinsregeringen i Haikou.
| Karta | Karta                                | Karta              | Karta                                               | Karta             | Karta |
| --- | ------------------------------------ | ------------------ | --------------------------------------------------- | ----------------- | ----- |
| Map of Hainan[källa behövs]                                                                                          |                                      |                    |                                                     |                   |       |
| Nr | Namn                                 | Huvudort           | Kinesiska Pinyin                                    | Befolkning (2010) |       |
| — Städer på prefekturnivå —                                                                                          |                                      |                    |                                                     |                   |       |
| 1 | Haikou                               | Longhua-distriktet | 海口市 Hǎikǒu shì                                   | 2 046 189         |       |
| 2 | Sanya                                | Jiyang-distriktet  | 三亚市 Sānyà shì                                    | 685 408           |       |
| 3 | Danzhou                              | Nada               | 儋州市 Dānzhōu shì                                  | 932 362           |       |
| *19 | Sansha                               | Yongxing           | 三沙市 Sānshā shì                                   | 444               |       |
| — Städer på häradsnivå —                                                                                             |                                      |                    |                                                     |                   |       |
| 4 | Qionghai                             | Jiaji              | 琼海市 Qiónghǎi shì                                 | 483 217           |       |
| 5 | Wanning                              | Wancheng           | 万宁市 Wànníng shì                                  | 545 597           |       |
| 6 | Wuzhishan                            | Chongshan          | 五指山市 Wǔzhǐshān shì                              | 104 122           |       |
| 7 | Dongfang                             | Basuo              | 东方市 Dōngfāng shì                                 | 408 309           |       |
| 8 | Wenchang                             | Wencheng           | 文昌市 Wénchāng shì                                 | 537 428           |       |
| — Härader — |                                      |                    |                                                     |                   |       |
| 9 | Lingao                               | Lincheng           | 临高县 Língāo Xiàn                                  | 427 873           |       |
| 10 | Chengmai                             | Jinjiang           | 澄迈县 Chéngmài xiàn                                | 467 161           |       |
| 11 | Ding'an                              | Dingcheng          | 定安县 Dìng'ān xiàn                                 | 284 616           |       |
| 12 | Tunchang                             | Tuncheng           | 屯昌县 Túnchāng xiàn                                | 256 931           |       |
| — Autonoma härader —                                                                                                 |                                      |                    |                                                     |                   |       |
| 13 | Changjiang (för Li-folket)           | Shilü              | 昌江黎族自治县 Chāngjiāng Lízú Zìzhìxiàn            | 223 839           |       |
| 14 | Baisha (för Li-folket)               | Yacha              | 白沙黎族自治县 Báishā lízú zìzhìxiàn                | 167 918           |       |
| 15 | Qiongzhong (för li- och miao-folken) | Yinggen            | 琼中黎族苗族自治县 Qióngzhōng Lízú miáozú zìzhìxiàn | 174 076           |       |
| 16 | Lingshui (för li-folket)             | Yelin              | 陵水黎族自治县 Língshuǐ lízú zìzhìxiàn              | 320 468           |       |
| 17 | Baoting (för li- och miao-folken)    | Baocheng           | 保亭黎族苗族自治县 Bǎotíng Lízú miáozú zìzhìxiàn    | 146 684           |       |
| 18 | Ledong (för li-folket)               | Baoyou             | 乐东黎族自治县 Lèdōng lízú zìzhìxiàn                | 458 876           |       |
| — Ekonomisk utvecklingszon —                                                                                         |                                      |                    |                                                     |                   |       |
| 20 | Yangpu                               | Xinganchong        | 洋浦经济开发区 Yángpǔ Jīngjì Kāifā qū               | 37 000            |       |
| *Not: Suveräniteten över Sansha (inklusive Paracelöarna, Spratlyöarna och Zhongshaöarna) är omstridd (11 mars 2025). |                                      |                    |                                                     |                   |       |